# Erich Petraschk
Erich Petraschk (* 21. Juni 1906 in Cottbus; † 13. Oktober 1981 in Senftenberg) war ein deutscher Schauspieler.

## Leben
Erich Petraschk engagierte sich ab 1924 in der Volksbühnenbewegung und absolvierte diverse Auftritte bei den Senftenberger Heimatspielen. Nach Ende des Zweiten Weltkrieges erhielt er im Jahr 1946 ein Engagement am Stadttheater Senftenberg, wo er fast 25 Jahre lang in diversen Stücken spielte und später zum Ehrenmitglied der Spielstätte ernannt wurde.
Im relativ hohen Alter folgte auch eine umfassende Film- und Fernseharbeit für die DEFA und den Deutschen Fernsehfunk (DFF). Er wurde mehrfach in Episodenrollen besetzt, spielte vorwiegend liebevolle Großväter, wie etwa den wortkargen Herrn Hartmann in der zweiteiligen Fernsehkomödie Florentiner 73 oder den Opa Büttner im erfolgreichen Fernsehmehrteiler Aber Vati! (1973).
Erich Petraschk starb im Oktober 1981 im Alter von 75 Jahren.

## Filmografie
- 1956: Das tolle Lamm
- 1969: Unbekannte Bürger (Fernsehserie)
- 1969: Seltsame Liebesbriefe
- 1970: Nächtliche Mutprobe
- 1971: Standesamt – Eintritt frei
- 1972: Florentiner 73 (Fernsehfilm)
- 1972: Meine Schwester Tilli
- 1973: Aber Vati! (TV-Mehrteiler)
- 1973: Rotfuchs
- 1973: Unser täglich Bier
- 1974: Johannes Kepler
- 1974: Der Leutnant vom Schwanenkietz (TV-Mehrteiler)
- 1974: Ich war in Honolulu – wetten?
- 1974: Visa für Ocantros
- 1974: Neues aus der Florentiner 73
- 1974: Jakob der Lügner
- 1975: Bankett für Achilles
- 1975: Fischzüge
- 1975: Looping
- 1976: Die Leiden des jungen Werthers
- 1976: Das Mädchen Krümel (Fernsehserie)
- 1976: Daniel Druskat
- 1977: Der kleine Zauberer und die große Fünf
- 1977: Schach von Wuthenow
- 1977: Zur See (Fernsehserie, 1 Folge)
- 1977: Camping-Camping
- 1977: Zweite Liebe – ehrenamtlich
- 1978: Über sieben Brücken mußt du gehn (Fernsehfilm)
- 1978: Jörg Ratgeb, Maler
- 1978: Amor holt sich nasse Füße
- 1979: Verlobung in Hullerbusch
- 1979: Hochzeit in Weltzow
- 1979: Das Ding im Schloss
- 1979: Marx und Engels – Stationen ihres Lebens (TV-Mehrteiler)
- 1981: Asta, mein Engelchen